# Francis Gamichon
Francis Gamichon (né en 1941) est un danseur sur glace et photographe français. Avec sa partenaire Brigitte Martin, il a été triple champion de France de 1965 à 1967 et a obtenu la médaille de bronze européenne en 1967 à Ljubljana.

## Biographie

### Carrière sportive
Entre 1963 et 1967, Francis Gamichon participe aux grandes compétitions internationales de patinage artistique au sein de l'équipe de France.
Il patine d'abord pendant deux saisons avec Ghislaine Houdas. Ensemble, ils obtiennent la médaille de bronze des championnats de France en 1962, puis la médaille d'argent dès l'année suivante, derrière Armelle Flichy et Pierre Brun. Cette médaille leur permet de participer pour la première fois aux grandes compétitions internationales : d'abord aux championnats d'Europe à Budapest (8e) puis aux championnats du monde à Cortina d'Ampezzo (16e). À l'issue de la saison 1962/1963, le couple se sépare. Ghislaine Houdas patine désormais avec Pierre Brun et Francis Gamichon avec Brigitte Martin.
Le nouveau couple formé se classe second des championnats de France de 1964. Pour leur première saison ensemble, ils ne réussissent pas à battre l'ancienne partenaire de Francis qui conquiert le titre, mais cela ne les empêche pas de participer aux championnats d'Europe à Grenoble (8e) et aux championnats du monde à Dortmund (15e). Dès l'année suivante et pendant trois saisons, ils vont dominer la danse sur glace française en remportant trois titres consécutifs. Parallèlement ils progressent régulièrement dans la hiérarchie internationale : aux championnats d'Europe (8e en 1965 à Moscou, 4e en 1966 à Bratislava, et une médaille de bronze en 1967 à Ljubljana) et aux championnats du monde (9e en 1965 à Colorado Springs, 5e en 1966 à Davos et 5e en 1967 à Vienne).
La médaille de bronze européenne de 1967 est la consécration de sa carrière sportive. Il quitte le patinage amateur à l'issue de la saison. Il participe à l'épreuve de démonstration de danse sur glace des Jeux olympiques d'hiver de 1968 à Grenoble, car la danse sur glace n'est pas inscrite au programme olympique. Elle ne le sera qu'en 1976 pour les jeux d'Innsbruck.

### Reconversion
Francis Gamichon ne poursuit pas ensuite une carrière professionnelle dans le milieu du patinage. Parallèlement à sa carrière sportive, il avait poursuivi des études secondaires classiques, des études de droit et une formation dans le domaine de la photographie, et notamment la photographie sportive.
En 1967, il crée un studio de prises de vues à Paris où il travaille sur les photographies publicitaires, les catalogues, les reproductions de tableaux et d’œuvres d’art. En 1976, il ouvre un laboratoire photographique utilisant un nouveau procédé, l'Ilfochrome, qui prendra successivement les noms d' Atelier Cibachrome, Laboratoire Positif puis Laboratoire Gamichon. Il s’adresse notamment aux photographes professionnels, aux agences de publicité, aux services de communication des entreprises… et comptera jusqu’à 45 salariés. Il organise aussi de grandes manifestations photographiques (expositions, concours...)
En 2003, il prend sa retraite. Il se consacre désormais uniquement à ses propres images et notamment dans le domaine des compositions photographiques.

## Palmarès
Avec 2 partenaires:
- 2 saisons avec Ghislaine Houdas (1961-1963)
- 4 saisons avec Brigitte Martin (1963-1967)

| Compétition            | 1962 | 1963 |  | 1964 | 1965 | 1966 | 1967 |  |  |  |  |  |  |  |
| Championnats du monde  |      | 16e  |  | 15e  | 9e   | 5e   | 5e   |  |  |  |  |  |  |  |
| Championnats d’Europe  |      | 8e   |  | 8e   | 8e   | 4e   | 3e   |  |  |  |  |  |  |  |
| Championnats de France | 3e   | 2e   |  | 2e   | 1er  | 1er  | 1er  |  |  |  |  |  |  |  |
|                        |      |      |  |      |      |      |      |  |  |  |  |  |  |  |